# Valle del Cachapoal

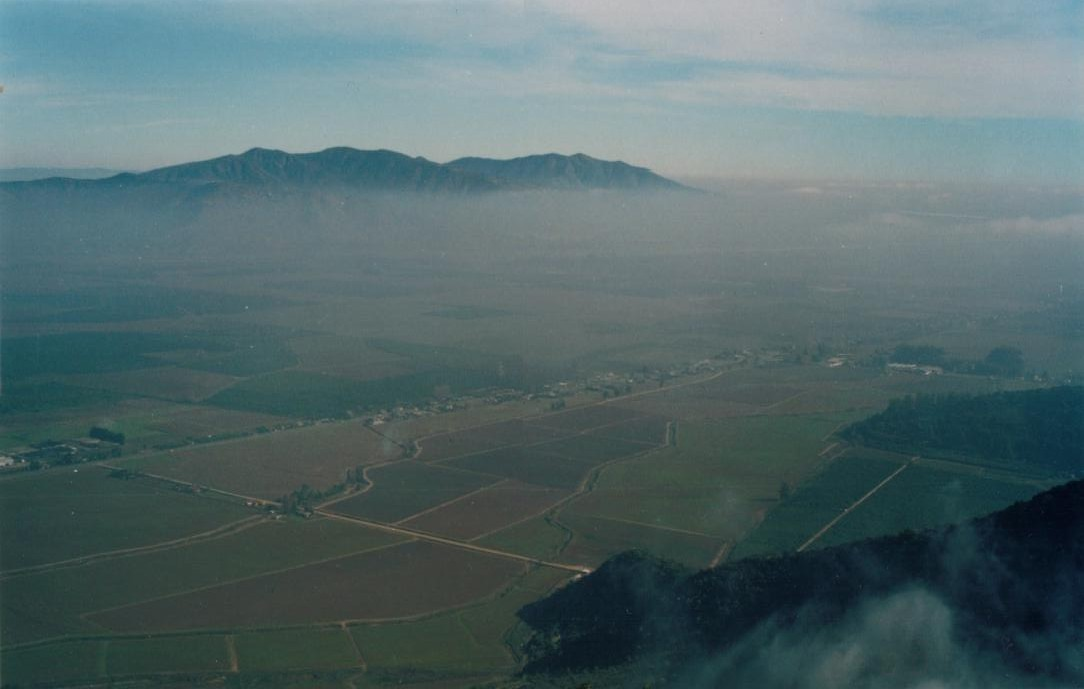
Panorámica del valle en la comuna de Peumo.

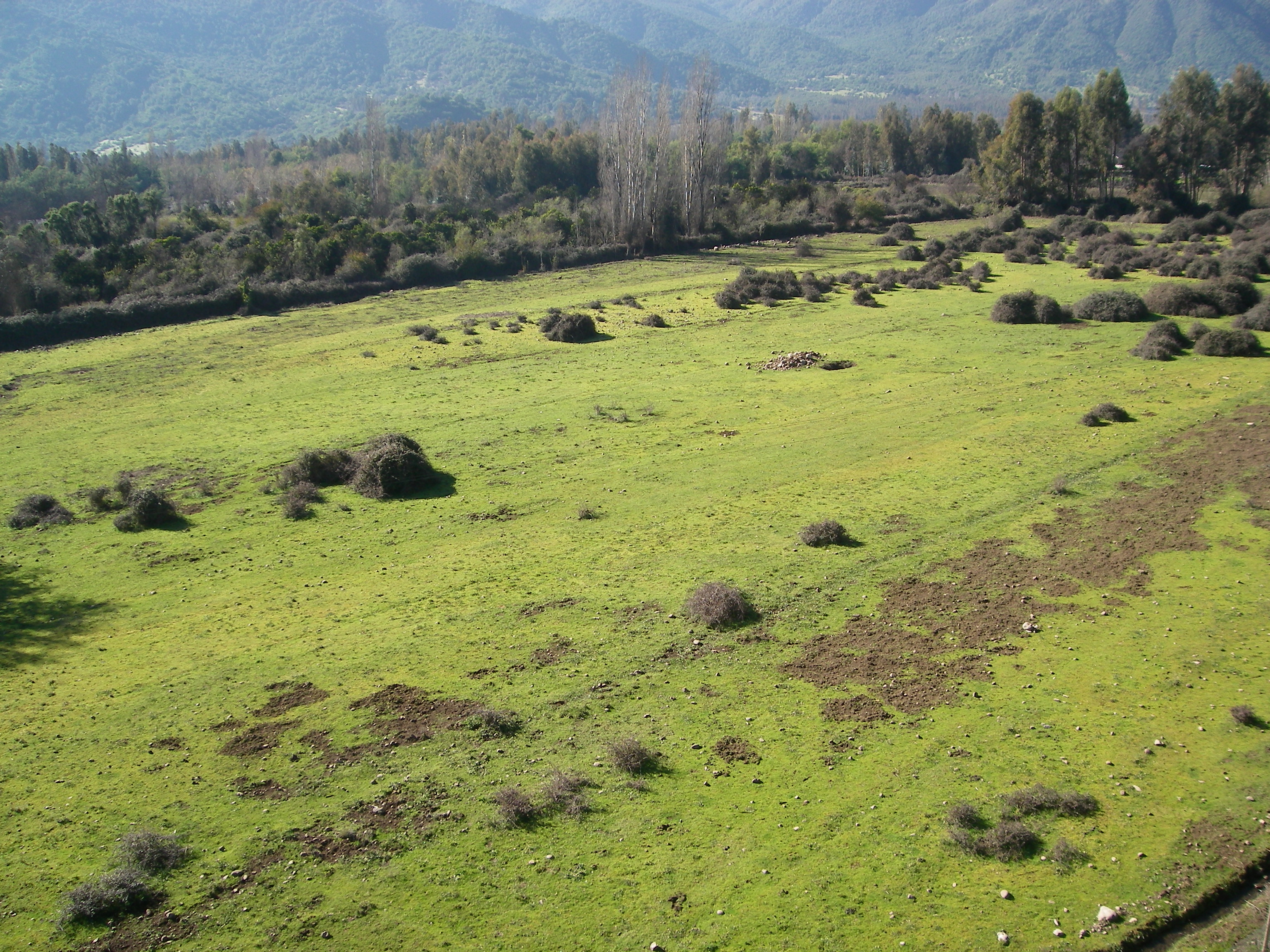
Vista del valle desde la localidad de Popeta.

El Valle del Cachapoal, o Cuenca de Rancagua, es un área ubicada en la región central de Chile, al sur de la capital Santiago, que se extiende aproximadamente entre el paralelo 34º Sur y el meridiano 72° Oeste, donde se encuentra la capital de la Región del Libertador General Bernardo O'Higgins, Rancagua.
Está delimitado por el norte por la Angostura de Paine, que la separa de la cuenca de Santiago, y por el sur, por la Angostura de Pelequén, que la separa del Valle Central. Alcanza una longitud de 60 kilómetros y un ancho aproximado de 25 kilómetros. Es atravesada por el estero Codegua, el río Cachapoal y el río Claro de Rengo.
Geomorfológicamente, la cuenca corresponde a la manifestación de la depresión intermedia en la provincia de Cachapoal, que se presenta con formas planas generadas por el acarreo de materiales, principalmente de origen glacio-fluvio-volcánico.
El valle es conocido gracias a la gran actividad vitivinícola de exportación, junto con los Valles de Colchagua y Casablanca, así como por su producción agrícola. 